# Verwaltungsgemeinschaft Volkach
In der Verwaltungsgemeinschaft Volkach im unterfränkischen Landkreis Kitzingen haben sich folgende Gemeinden zur Erledigung ihrer Verwaltungsgeschäfte zusammengeschlossen:
1. Nordheim a.Main, 995 Einwohner, 5,30 km²
2. Sommerach, 1463 Einwohner, 5,67 km²
3. Volkach, Stadt, 8589 Einwohner, 60,19 km²

Sitz der 1978 gegründeten Verwaltungsgemeinschaft ist Volkach.